# Rhagodoca bettoni
Rhagodoca bettoni är en spindeldjursart som beskrevs av Roewer 1933. Rhagodoca bettoni ingår i släktet Rhagodoca och familjen Rhagodidae. Inga underarter finns listade i Catalogue of Life.